# لوكاس كراغل
لوكاس كراغل (بالألمانية: Lukas Kragl)‏ هو لاعب كرة قدم نمساوي في مركز الهجوم، ولد في 12 يناير 1990 في لينتس في النمسا. لعب مع لاسك لينتس.

## وصلات خارجية
- لوكاس كراغل على موقع قاعدة بيانات كرة القدم.إي يو (الإنجليزية)
- لوكاس كراغل على موقع Soccerway.com (الإنجليزية)
- لوكاس كراغل على موقع عالم كرة القدم.نت (الإنجليزية)